# Monuments nationaux de Bihać
Cet article recense les monuments nationaux situés sur le territoire de la ville de Bihać en Bosnie-Herzégovine et dans la fédération de Bosnie-et-Herzégovine. La liste établie par la Commission pour la protection des monuments nationaux compte 19 monuments nationaux inscrits sur la liste principale et 6 monuments inscrits sur une liste provisoire.

## Monuments nationaux
| Monument                                              | Localité (éventuellement) | Géolocalisation              | Datation                                            | Commentaire éventuel                                                      | Photo |
| ----------------------------------------------------- | ------------------------- | ---------------------------- | --------------------------------------------------- | ------------------------------------------------------------------------- | ----- |
| Mosquée Fethija                                       |                           |                              | Fin du XIVe siècle                                  | Avec son harem, neuf tombes et des épitaphes ; ancienne église catholique |       |
| Centrale hydroélectrique sur le Jarak                 |                           |                              | Début du XXe siècle                                 |                                                                           |       |
| Cimetière juif de Bihać                               |                           |                              | Créé en 1875                                        |                                                                           |       |
| Tour du capitaine à Bihać                             |                           |                              | Avant 1697                                          |                                                                           |       |
| Konak à Bihać                                         |                           |                              | ?                                                   | Konak ; vestiges et site historique                                       |       |
| Forteresse d'Ostrovica                                | Ostrovica                 |                              | XVe siècle                                          |                                                                           |       |
| Vestiges de fortification à Sokolac                   | Sokolac                   |                              | Préhistoire, Moyen Âge, période ottomane            |                                                                           |       |
| Site archéologique de Ripač                           | Ripač                     |                              | Préhistoire, Antiquité, Moyen Âge, période ottomane |                                                                           |       |
| Parc commémoratif de Garavica                         |                           |                              | Seconde Guerre mondiale ; 1981                      |                                                                           |       |
| Monastère de Rmanj                                    | Martin Brod               |                              | Fin du XVe siècle ou début du XVIe siècle           | Avec ses fresques ; monastère orthodoxe serbe                             |       |
| Turbe à Bihać                                         |                           |                              | Période austro-hongroise                            | Turbe                                                                     |       |
| Fragments d'urnes et cavalier du village de Založje   | Založje                   |                              | Moyen Âge                                           |                                                                           |       |
| Collection d'art de Damirka et Enver Mulabdić         |                           |                              |                                                     | Peintures, sculptures                                                     |       |
| Collection Dževad Hozo                                |                           |                              | XXe siècle                                          | Dans le Musée régional du canton d'Una-Sana ; gravures ; Dževad Hozo      |       |
| Collection Jovan Bijelić                              |                           |                              | XXe siècle                                          | Dans le Musée régional du canton d'Una-Sana ; peintures ; Jovan Bijelić   |       |
| Cloître et bâtiment de la première session de l'AVNOJ |                           | 44° 48′ 45″ N, 15° 52′ 06″ E | 1894 (cloître) ; XXe siècle                         | Conseil antifasciste de libération nationale de Yougoslavie (AVNOJ)       |       |
| Bâtiment des Routes de la Krajina                     |                           |                              | Période austro-hongroise                            | Bâtiment administratif                                                    |       |
| Église Saint-Antoine-de-Padoue de Bihać               |                           |                              | Moyen Âge                                           | Église catholique                                                         |       |
| Plaque sur une urne provenant du village de Golubić   | Golubić (Bihać)           |                              | ?                                                   | Dans le Musée régional du canton d'Una-Sana                               |       |

## Liste provisoire
| Monument                                | Localité (éventuellement) | Géolocalisation | Datation                                 | Commentaire éventuel          | Photo |
| --------------------------------------- | ------------------------- | --------------- | ---------------------------------------- | ----------------------------- | ----- |
| Forteresse de Brekovica                 | Brekovica                 |                 | Mentionnée pour la première fois en 1330 | Vestiges                      |       |
| Cimetière de Golubić                    | Golubić (Bihać)           |                 |                                          | Avec la chapelle du cimetière |       |
| Cimetière d'Ostrovica                   | Ostrovica                 |                 |                                          |                               |       |
| Cimetière de Harman                     |                           |                 |                                          |                               |       |
| Chapelle Saint-Georges de Lohovska Brda | Lohovska Brda             |                 |                                          | Dans le cimetière             |       |
| Forteresse de Havala                    | Kulen Vakuf               |                 |                                          |                               |       |